# Amblystomus metallescens
Amblystomus metallescens es una especie de escarabajo del género Amblystomus, categorizada en la tribu Harpalini, de la subfamilia Harpalinae. Fue descrita por Dejean en 1829.
Mide aproximadamente 3,5-4,0 mm de longitud. Se distribuye por Francia, Austria, Portugal, España, Italia, Croacia, Bosnia y Herzegovina, Macedonia del Norte, Albania, Grecia, Bulgaria, Marruecos, Argelia, Túnez, Egipto, Israel, Palestina, Siria, Turquía, Chipre, Irak, Irán, Georgia, Armenia, Azerbaiyán, Uzbekistán y Turkmenistán.